# Oryctoderus godeffroyi
Oryctoderus godeffroyi är en skalbaggsart som beskrevs av Leon Fairmaire 1877. Oryctoderus godeffroyi ingår i släktet Oryctoderus och familjen Dynastidae.

## Underarter
Arten delas in i följande underarter:
- O. g. hebridarum
- O. g. anguliceps